# Storön (naturreservat, Kramfors kommun)
Storön är ett naturreservat i Kramfors kommun i Västernorrlands län.
Området är naturskyddat sedan 1970 och är 310 hektar stort. Reservatet omfattar en ö med detta namn och en mindre kobbe väster därom. Ön/reservatet har branta klippstränder med klapperstensfält medan dess inre delar består av granskog med enstaka små myrar och lövskogsbårder.